# Halima Hamdane
Halima Hamdane, née au Maroc, est une auteure, conteuse et interprète de littérature d'enfance et de jeunesse.

## Biographie
Originaire du Maroc, Halima Hamdane poursuit des études de lettres avant de devenir professeure de français. En 1986, elle s’installe en France, et travaille comme chargée de cours de méthodologie à l'Université d'Évry-Val-d’Essonne. Elle se lance dans l’écriture à la suite de sa rencontre avec le conteur français Henri Gougaud, et se réconcilie alors avec le conte et sa langue maternelle. Ses histoires sont racontées à la fois en français et en arabe. L’autrice puisse son inspiration dans la littérature orale marocaine. La conteuse anime également l’Arbre à palabres, situé au Musée du Quai Branly - Jacques-Chirac à Paris. 
Halima Hamdame participe à un programme d’alphabétisation pour l’apprentissage de la langue française à partir des contes. Également interprète, la conteuse se produit avec sa fille, la danseuse Camélia Montassere, lors de spectacles célébrant l’alliance de la parole et de la danse,.